# Suillus cothurnatus
Suillus cothurnatus är en svampart som beskrevs av Singer 1945. Suillus cothurnatus ingår i släktet Suillus och familjen Suillaceae.   Inga underarter finns listade i Catalogue of Life.